# How Not to Live Your Life
How Not to Live Your Life (en español, «Cómo no vivir tu vida») es una comedia británica, escrita y protagonizada por Dan Clark, que trata sobre un neurótico joven de 29 años, que intenta abrirse caminos a través de la vida, pero se ve perjudicado por sus malos instintos. El 27 de mayo de 2011 fue anunciado por la BBC Three que el show sería cancelado.

## Personajes
- Donald "Don" Danbury apodado "El Doble D" (Dan Clark) - (2007-2010) - Don es el personaje principal. A menudo participa de maneras inapropiadas socialmente. Recibió su casa como una herencia de parte de su abuela. Don está enamorado de Abby.